# Eutelia adulatrix
Eutelia adulatrix is een vlinder uit de familie Euteliidae. De wetenschappelijke naam is voor het eerst geldig gepubliceerd in 1813 door Hübner.
De soort komt voor in Europa.